# Chloe Gartner
Chloe Gartner (1916 – 8 de agosto de 2003) fue una novelista estadounidense.

## Biografía
Su nombre completo de casada fue Chloe Maria Gartner Trimble. Nació en Troy (Kansas), y se crio mayoritariamente en Texas. También vivió en Kentfield (California) durante un breve período de tiempo con su hija. Gartner fue asistente a tiempo completo de Staton Delaplane, del San Francisco Chronicle. Asistió a la Universidad de California y a la Universidad de Colorado en Boulder, Gartner estudió "Historia de las edades medias" en su área de especialización. En 1938, Gartner escribió una obra de un solo acto titulada Perchance to Dream publicada por Samuel French y también su primer Cuento: "Giuseppe Goes Home"; este último aparece en el Prairie Schooner. 

## Obras
Desde 1960, Gartner publicó varias novelas con trasfondos históricos:
- The Infidels (1960).
- Drums of Khartoum (1967).
- The Woman from the Glen (1973).
- Mistress of the Highlands aka Highland Mistress (1976).
- Anne Bonny (1977).
- Daughter of the Dessert (1978).
- The Image and the Dream(1980).
- Still Falls the Rain (1986).
- Greenleaf (1987).
- Lower than the Angels (1989).